# 江戸十大祖師
江戸十大祖師（えどじゅうだいそし）は、江戸にある10ヶ寺の日蓮宗寺院を参拝することにより祖師（日蓮）のご利益にあずかろうとする民間信仰。江戸時代は盛んであったが、現在では大がかりには行なわれていない。 

## 寺院一覧
- 法苑山浄心寺（通称：深川浄心寺） - 東京都江東区平野2-4-25　旧本山：身延山久遠寺　法縁：小西・浄心寺法縁
- 平河山法恩寺（通称：本所法恩寺） - 東京都墨田区太平1-26-16　旧本山：大光山本圀寺　法縁：小西・法恩寺法縁
- 龍鳴山本覚寺（通称：日限本覚寺） - 東京都台東区松が谷2-8-16　旧本山：大光山本圀寺　法縁：奠師法縁
- 安立山長遠寺（通称：土富店長遠寺） - 東京都台東区元浅草2-2-3　旧本山：長栄山本門寺　法縁：池上・土富店法縁
- 妓楽山妙音寺（通称：池の妙音寺）- 東京都台東区松が谷1-14-6　旧本山：貞松山蓮永寺　法縁：達師法縁
- 慈雲山瑞輪寺（通称：谷中瑞輪寺） - 東京都台東区谷中4-2-5 (現在は由緒寺院に昇格)　旧本山：身延山久遠寺　法縁：潮師法縁
- 報新山宗延寺（通称：下谷宗延寺） - 東京都杉並区堀之内3-52-19 (元は浅草神吉町、現在の台東区東上野四丁目にあった)　旧本山：身延山久遠寺　法縁：通師・堀之内法縁
- 妙祐山宗林寺（通称：谷中宗林寺） - 東京都台東区谷中3-10-22　旧本山：大光山本圀寺　法縁：莚師法縁
- 正定山幸國寺（通称：布曳幸國寺） - 東京都新宿区原町2-20　旧本山：小湊山誕生寺　法縁：潮師法縁
- 妙祐山幸龍寺（通称：たんぼの幸龍寺）- 東京都世田谷区北烏山5-8-1(元は浅草新谷町、現在の台東区西浅草三丁目にあった)　旧本山：大光山本圀寺　法縁：小西・幸龍寺法縁